# Ercheia
Ercheia is een geslacht van vlinders van de familie spinneruilen (Erebidae), uit de onderfamilie Catocalinae.

## Soorten
- E. albirenata Gaede, 1917
- E. amoena Prout, 1919
- E. anvira Swinhoe, 1918
- E. bergeri Viette, 1968
- E. careona Swinhoe, 1918
- E. cyllaria Cramer, 1782
- E. designata Warren, 1914
- E. dipterygia Hampson, 1913
- E. diversipennis Walker, 1857
- E. dubia Butler, 1874
- E. ekeikei Bethune-Baker, 1906
- E. enganica Swinhoe, 1918
- E. guanicana Schaus, 1940
- E. hollowayi Kobes, 1985
- E. kebeae Bethune-Baker, 1906
- E. latistriga Prout, 1919

- E. mahagonica (Saalmüller, 1891)
- E. multilinea Swinhoe, 1902
- E. niveostrigata Warren, 1913
- E. pulchrivena Walker, 1864
- E. quadriplaga Walker, 1865
- E. scotobathra Prout, 1926
- E. styx Bethune-Baker, 1906
- E. subsignata (Walker, 1865)
- E. umbrosa Butler, 1881